# Giorgio Napolitano
Giorgio Napolitano (29 tháng 6 năm 1925 – 22 tháng 9 năm 2023), là nhà chính trị và là thượng nghị sĩ của Ý. Ông được bầu làm tổng thống thứ mười một của Cộng hòa Ý từ ngày 10 tháng 5 năm 2006 đến ngày 14 tháng 1 năm 2015. Ở tuổi 90, ông Napolitano là một trong số các nguyên thủ quốc gia cao tuổi nhất thế giới.
Ông là đảng viên Đảng Cộng sản Ý từ năm 1945 đến năm 1991 nhưng sau này chuyển sang Đảng Dân chủ cánh tả, ông đã là Chủ tịch Hạ viện Ý từ 1992-1994 và Bộ trưởng Nội vụ từ 1996-1998.
Năm 1942, ông trúng tuyển tại trường Đại học Napoli Federico II. Ông đã gia nhập Tổ chức phát xít đại học địa phương ("Gioventù Universitaria Fascista"), nơi ông gặp nhóm bạn bè nòng cốt của mình, là những thành viên của chủ nghĩa phát xít. Sau này, ông khẳng định rằng, nhóm sinh viên đó thực ra là mảnh đất ươm trồng thực sự cho năng lượng tri thức chống phát xít.

## Đắc cử tổng thống Ý
Năm 2005, ông được bổ nhiệm là Nghị sĩ suốt đời, và ngày 6 tháng 10 năm 2006 ông được bầu làm Tổng thống Ý.
Ngày 20 tháng 4 năm 2013, ông đã tái đắc cử Tổng thống Ý nhiệm kỳ thứ hai. Với sự ủng hộ của tất cả các chính đảng lớn, trừ Phong trào Năm sao, ông Napolitano đã dễ dàng nhận được hơn 50% số phiếu bầu cần thiết (504 phiếu) trong tổng số 1.007 phiếu để giành chiến thắng trong phiên bỏ phiếu tại cuộc họp lưỡng viện đặc biệt của quốc hội.